# Wolverine Lake (Michigan)
Pour les articles homonymes, voir Wolverine Lake.
Wolverine Lake est un village du comté d'Oakland, dans le Michigan, aux États-Unis.